# Daniel E. Somes

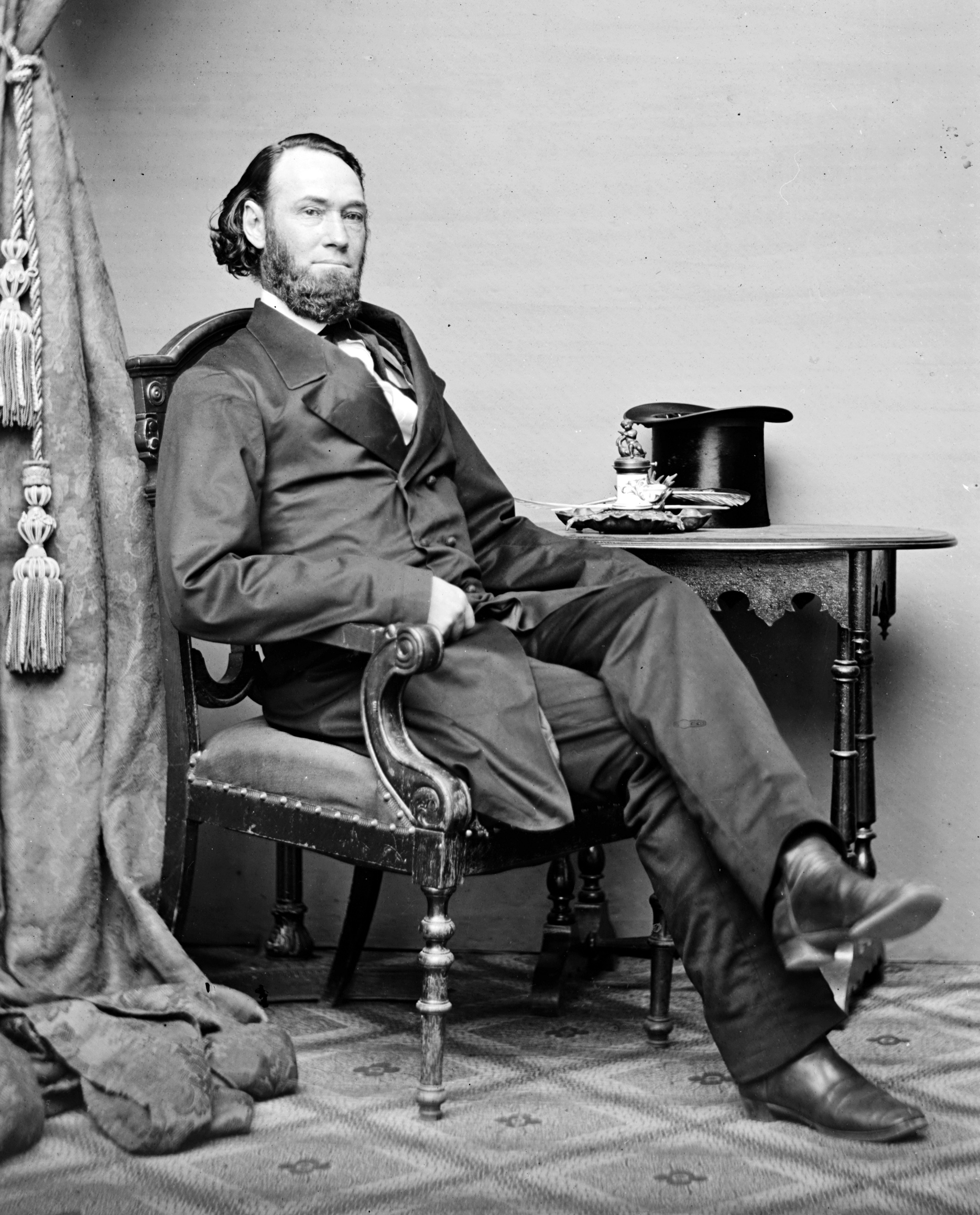
Daniel E. Somes

Daniel Eton Somes (* 20. Mai 1815 in Laconia, New Hampshire; † 13. Februar 1888 in Washington, D.C.) war ein US-amerikanischer Politiker. Zwischen 1859 und 1861 vertrat er den Bundesstaat Maine im US-Repräsentantenhaus.

## Werdegang
Daniel Somes genoss eine gute Grundschulausbildung. Im Jahr 1846 zog er nach Biddeford in Maine, wo er die Zeitung "Eastern Journal" herausgab. Außerdem wurde er im Handwerk tätig. Zwischen 1855 und 1857 war Somes Bürgermeister von Biddeford. Von 1856 und 1858 fungierte er auch als Präsident der dortigen City Bank.
Politisch war er Mitglied der 1854 gegründeten Republikanischen Partei. 1858 wurde er im ersten Wahlbezirk von Maine in das US-Repräsentantenhaus in Washington gewählt, wo er am 4. März 1859 die Nachfolge von John M. Wood antrat. Bis zum 3. März 1861 absolvierte er eine Legislaturperiode im Kongress. Diese war von den Ereignissen im Vorfeld des Bürgerkrieges bestimmt. Im Frühjahr 1861 war Somes Teilnehmer einer Konferenz in Washington, auf der in letzter Minute versucht wurde, den Ausbruch des Krieges zu verhindern. Im Kongress wurde Somes Zeuge, wie sich die Abgeordneten aus den Südstaaten aus dem Parlament zurückzogen.
Nach dem Ende seiner Zeit im US-Repräsentantenhaus zog sich Somes aus der Politik zurück und arbeitete als Rechtsanwalt auf dem Gebiet des Patentrechts. Er starb am 13. Februar 1888 in Washington.